# 黑褐戴娜角鮟鱇
黑褐戴娜角鮟鱇，為輻鰭魚綱鮟鱇目棘茄魚亞目夢角鮟鱇科的其中一種。分布於全球各大洋熱帶到溫帶海域，屬深海魚類，棲息深度約水深0至850公尺，體長可達8.2公分。